# Память сердца (фильм)
«Память сердца» — советский дебютный фильм 1958 года режиссёра Татьяны Лиозновой.

## Сюжет
Началось с того, что известный английский журналист Ральф Паркер рассказал мне историю британского военного лётчика, служившего во время войны в американском воздушном флоте и сбитого немецкими зенитками над оккупированной территорией.— сценарист фильма Тамара Макарова, из интервью журналу «Москва», 1971
В 1944 году английский лётчик Ральф Чадвик в ходе «Операции Фрэнтик» сбит над советской территорией оккупированной немцами. Тяжело раненого летчика подобрала русская учительница Екатерина Ивановна, выходила, пряча его в подвале школы. С помощью бесстрашного школьника Васюкова установила контакты с партизанами. Когда англичанин окреп, они втроем пошли в лагерь партизан, но по пути попали в засаду немцев, и Екатерина получила тяжёлое ранение. Ральфа переправили в Москву, затем в Англию. Когда после войны он приехал в СССР, то узнал, что Екатерина тогда погибла.

## В ролях
- Андрей Попов — Ральф Чадвик, английский военный лётчик
- Тамара Макарова — Екатерина Ивановна Федотова, учительница
- Слава Жилин — Федя Васюков, ученик, связной партизан
- Владимир Селезнёв — Федор Дмитриевич Васюков, учитель истории
- Георгий Шаповалов — Василий Константинович Савёлов, председатель колхоза
- Ральф Паркер — Строубридж
- Роберт Даглиш — Джордж Бригс
- Леонард Уинкотт — Сэм Хигби
- Клавдия Лепанова — Эйлин, жена Ральфа
- Елизавета Алексеева — Оливия, сестра Эйлин
- Салли Белфридж — Имэджи, дочь Оливии
- Валентина Беляева — Савёлова, жена председателя
- Владимир Борискин — эпизод
- Хайнц Браун — немецкий майор
- Игорь Косухин — сын Ральфа
- Яков Ленц — директор школы
- Владимир Прохоров — лётчик
- Яков Халецкий — немец
- Николай Смирнов — Пономарёв, командир партизанского отряда
- Валентина Пугачёва — медсестра в партизанском отряде
- Нина Меньшикова — Екатерина Ивановна, учительница
- Нина Зорская — организатор принимающей стороны